# 스키니 진

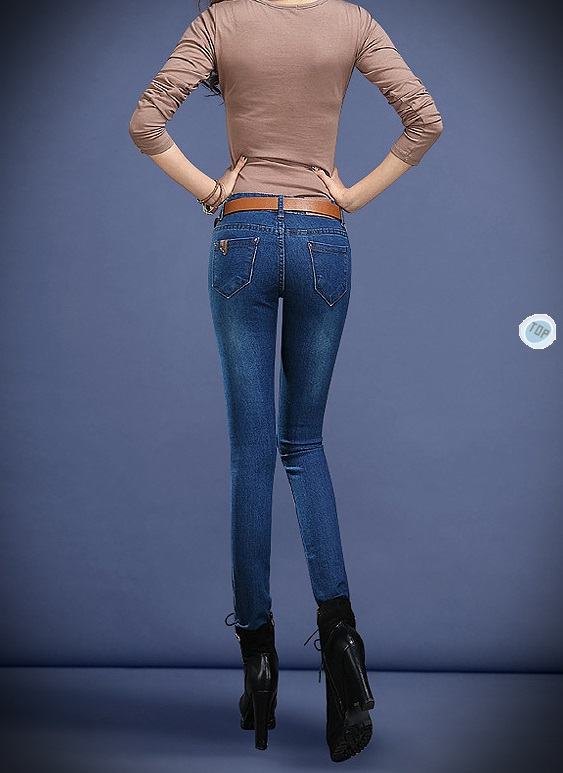
몸매를 날씬하게 보이기 위해 타이트하게 꽉 붙는 청바지 스타일

스키니 진(영어: skinny jeans, slim-fit pants, skinnies)은 피부와 같은 밀착감을 가진 청바지란 의미다. 스키니 진의 별명은 슈퍼 슬림 진(super slim jeans)이다. 스키니 진은 1950년대 중반 쯤부터 보이기 시작했으며, 현재의 스키니 진은 디올 옴므 등에서 슬림핏을 강조한 의류들을 출시하기 시작한 2004년 쯤부터 유행하기 시작했다.

## 개요
스키니(Skinny)와 진(Jean)이 몸에 딱 붙게 디자인 된 Skinny란 말과 Jean의 청바지를 합해져 만들어진 합성어이며, 체형이 그대로 드러나도록 몸에 꼭 맞게 입는 청바지의 일종을 이르는 말이다. 특히 종아리 단이 좁아 발목을 휘감게 되어 폭이 좁고, 허벅지 부위와 엉덩이를 청바지가 받쳐주는 역할을 하여 여성들로부터 체형이 예쁘게 보이는 효과로 인해 많은 인기를 받고 있다. 남자도 스키니핏까지 가진 않더라도 2000년대보다는 좁은 슬림핏을 선호하는 추세이다.

### 역사

#### 1950년대

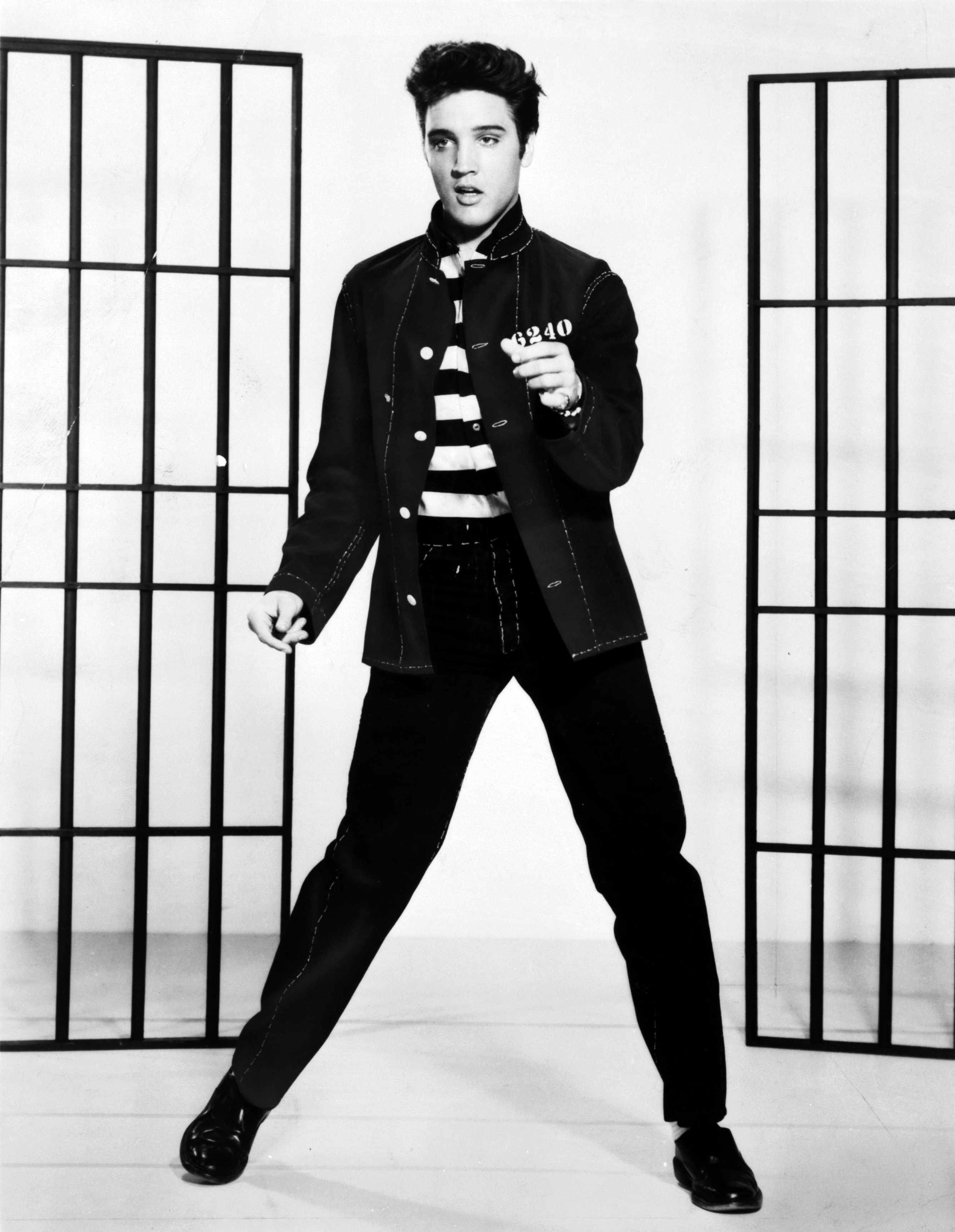
스토브파이브 팬츠를 착용한 엘비스 프레슬리 (1950년)

엘비스 프레슬리가 이 의류를 처음으로 착용했다.

#### 1960년대
1960년대 중반, 비틀즈, 롤링 스톤즈와 밥 딜런 그리고 당시 패션 아이콘이었던 오드리 햅번 또한 이 의류를 착용했다.

#### 1970년대
1970년대 초반, 미국과 영국 서양의 유명한 연예인들이 이 의류를 착용하면서 인기를 끌었다.

#### 1980년대
1980년대에는 헤비메탈 벤드들이 흰색의 색상으로 디자인 된 스키니 진을 착용했다.

#### 1990년대
1995년까지도 몇몇 가수들이 이 의류를 꾸준히 착용했다.
그러나, 1996년부터 힙합 패션 등의 영향으로 인기가 점점 추락하였다.(2003년까지)

#### 2000년대

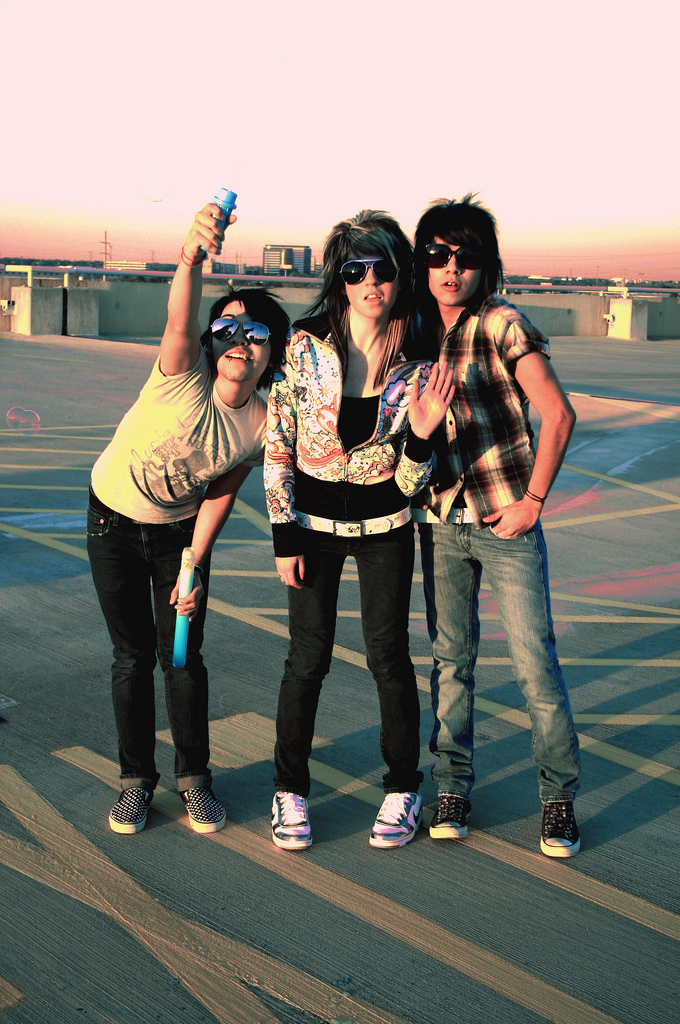
씬 스타일의 아이들이 입은 스키니 진 (2000년대 말)

헐렁한 바지를 입는 추세가 점점 감소하면서 여성 중에서는 스키니 진과 함께 주로 가죽 부츠를 착용하기 시작하였다. 2006년부터는 청소년, 어린이, 젊은 층들에게 확산되기 시작했고, 남성용으로 디자인된 스키니 진은 허리를 좀 넉넉한 사이즈로 맞춰 생산되고 있다.

#### 2010년 이후

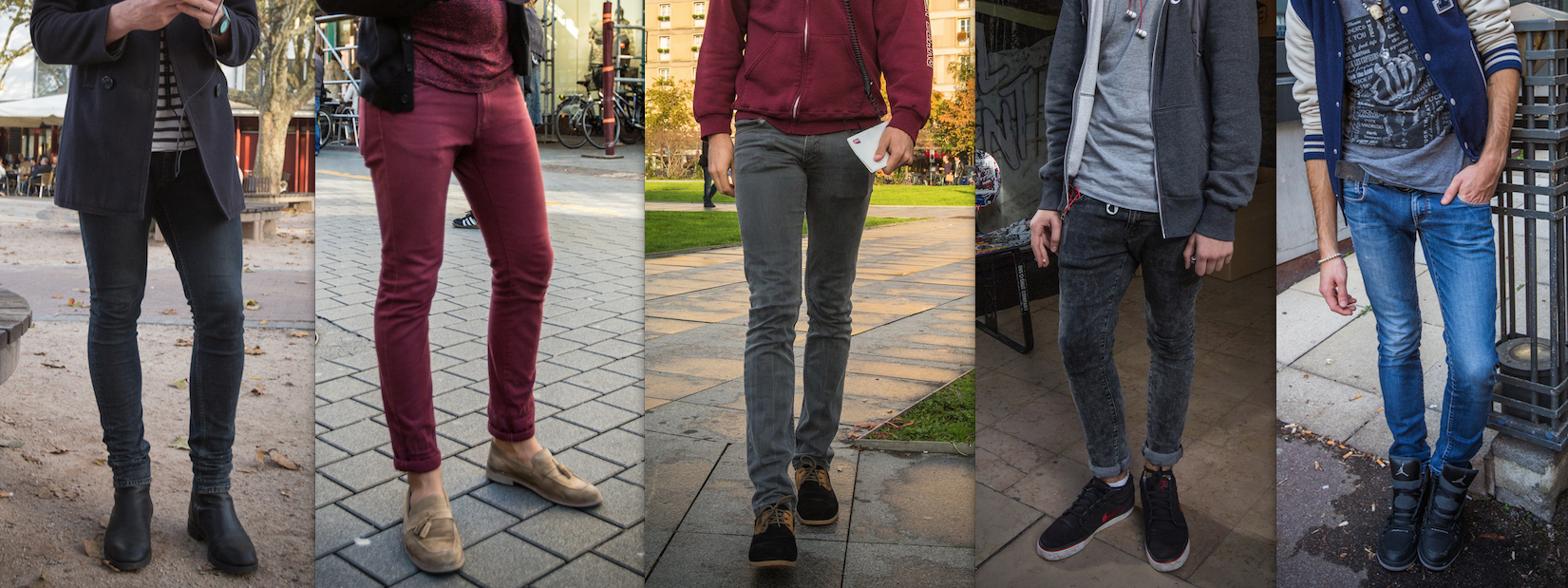
2013년 10월 프랑스에서 스키니 진을 착용한 남성

여성의 리얼 스키니 진, 스키니팬츠가 계속 유행하고 있으며 여성미를 돋보이게 할 수 있는 핏 특유의 감각이 있다보니 유행을 넘어 꾸준히 보편화, 일반화되는 흐름도 이어지고 있다. 2010년대 중후반 들어선 나팔바지 등이 다시 유행하며 일선 유행에선 후퇴했지만, 이미 여성 하의 중 하나로 보편화된 모양새라 스키니진 라인의 출시가 중단될 일은 없어보인다.
타이트한 원단에 신축성을 추가하여 처음 고안된 스키니 진은 소재의 신축성이 작아 활동성에 불편함이 있었으나, 소재 개발이 계속되어 현재는 신축성이 좋은 소재를 사용한 체형 보정 효과까지 이뤄지고 있다. 몸매를 그대로 신축성 소재가 받쳐주기 때문에 뒤태의 아름다움을 강조할 수 있다. 다만 체형에 따라선 과한 살집이 노출될 수 있는 등 착용에 주의도 필요하다.

## 의학적 문제
의학적인 측면에서 보자면 스키니 진은 하이힐과 똑같이 건강상으로는 권장되진 않는 아이템이다. 일단 꽉 끼는 옷인만큼 혈액순환 저하는 기본이고 지나친 압박으로 신경을 자극하여 복부 불쾌감 등을 일으킬 수 있기 때문이다. 예를 들어 이상감각성 대퇴신경통 상태에서 외측 허벅지에 영향을 줄 수 있다. 21세기 대한민국 의사들의 연구에 따르면 스키니 진은 정맥류를 유발할 수 있다고 한다. 남자의 경우 꽉끼는 바지가 고환의 과열화로 정액의 질을 저하시킬 수 있다. 남성의 경우 과도한 국부 압박과 온도 상승으로 인한 정자 수 감소와 정소 관련 질환이 따를 수 있으며, 여성의 경우 밑위가 짧아 남성보다 더 꽉 끼기 때문에 질염이나 자궁질환 등 생식기 계통 질병의 원인이 될 수 있다. 스키니 진이 유행한 이후 임신 중에도 스타일을 잃고 싶어하지 않는 젊은 임산부들이 펑퍼짐한 임부복 대신 스키니진이나 레깅스를 즐겨 입는 것을 상당히 볼 수 있는데, 이럴 경우 하지정맥류나 혈전증을 일으킬 가능성이 매우 높다. 이런 이유로 타임지 선정 최악의 패션 아이템 탑5에 입성한 적도 있었다. 스키니 진이 횡문근 융해증, 양측 비골 신경증, 경골 신경증을 일으키는 사례를 기록했다.

## 금지 및 폭력
스키니하거나 꽉끼는 바지를 반대하는 일부 사람들은 도덕적이지 않고 정숙하지 못하며 노골적으로 성적이거나  전통을 위배한다고 한다. 미국과 일부 서구 국가에서는 2000년대부터 동성애와 연관하는 경우가 많았다.
전세계 많은 학교에서는 학생들이 스키니 진과 같이 지나치게 슬림한 바지를 입는 것을 금지했다. 미국에서는 2011년 브리검 영 대학교-아이다호의 금지 조치가 주류 미디어의 주목을 끌었다. 같은 해에 그 대학에서 금지령이 해제되었다. 한 학생은 스키니진을 입었다는 이유로 시험 응시가 금지되기도 했다. 인도의 일부 대학에서는 자신의 안전을 이유로 여학생에게 꽉끼는 바지를 금지했다. 탄자니아에서는 여성 국회의원이 스키니-꽉끼는 바지를 입었다는 이유로 의회에서 퇴장하라는 요청을 받은 것으로 알려졌으며 의회 의장은 이를 의회적이지 않은 복장이라고 불렀다. 법원 피고인이 이러한 부적절한 슬림핏 바지를 입었다는 이유로 거부당하는 사건도 보고되었다. 멕시코의 여성 경찰관은 꽉끼는 바지가 포함된 복장으로 인해 성차별의 피해자가 되었다고 보고했다.
쿠바와 같은 일부 국가에서는 법집행 기관이 체포할 때 남성 동성애를 나타내는 표시로 타이트한 바지를 들어왔다. 2010년대에 몇몇의 정부는 타이트한 바지를 반대했다. 사우디아라비아에서는 타이트한 청바지가 비이슬람적인 것으로 간주하고, 남성이 입으면 동성애의 표식으로 보이기 때문에 경찰은 이런 식으로 옷을 입은 청소년을 체포하라는 지시를 받은 것으로 알려졌다. 가자 지구에서는 스키니 진을 입고 있던 팔레스타인 청소년들이 하마스 경찰에 체포되어 구타당했다. 수단과 2015년 ISIL이 통제하는 지역 등에서 착용자가 투옥되거나 벌금이 부과되는 사건이 보고되었다. 이스라엘에서는 다수의 랍비들이 독실한 유대인 남성의 타이트한 바지의 착용을 금지하는 법령에 서명했다.
2012년 이라크에서 6명에서 70명 사이의 사람들이 살해된 사건이 있었다. 그들 중에는 타이트한 옷과 이모 스타일을 한 남녀도 있었다. 콩고민주공화국에서도 보안요원이 타이트한 바지를 입은 여성 여러 명을 공격한 사례가 있었다.
2021년 5월 북한은 자본주의적이라는 이유로 시민들에게 스키니 진과 기타 여러 패션 품목들을 금지했다.

## 같이 보기
- 바지
- 청바지
- 나팔바지
- 제깅스
- 타이츠
- 와이드 핏 팬츠